# Columbio (Sultan Kudarat)
Columbio è una municipalità di seconda classe delle Filippine, situata nella Provincia di Sultan Kudarat, nella regione di Soccsksargen.
Columbio è formata da 16 baranggay:
- Bantangan (Lasak)
- Datablao
- Eday
- Elbebe
- Lasak
- Libertad
- Lomoyon
- Makat (Sumali Pas)
- Maligaya
- Mayo
- Natividad
- Poblacion
- Polomolok
- Sinapulan
- Sucob
- Telafas